# Chenaud
Chenaud is een plaats en voormalige gemeente in het Franse departement Dordogne (regio Nouvelle-Aquitaine) en telt 321 inwoners (1999). De plaats maakt deel uit van het arrondissement Périgueux. Chenaud is op 1 januari 2016 gefuseerd met de gemeente Parcoul tot de gemeente Parcoul-Chenaud. 

## Geografie
De oppervlakte van Chenaud bedraagt 12,5 km², de bevolkingsdichtheid is 25,7 inwoners per km².
De onderstaande kaart toont de ligging van Chenaud met de belangrijkste infrastructuur en aangrenzende gemeenten.

## Demografie
Onderstaande figuur toont het verloop van het inwonertal.